# Cao Khoa
Cao Khoa,  sinh ngày 4/4/1954,  là một cựu chính khách người Việt Nam. Ông nguyên là Chủ tịch Ủy ban nhân dân tỉnh Quảng Ngãi (đã bị khởi tố vào tháng 3/2024 vì tội nhận hối lộ).

## Sự nghiệp
Ngày 20 tháng 6 năm 2011, tại kỳ họp thứ nhất HĐND tỉnh Quảng Ngãi khóa XI nhiệm kỳ 2011-2016, ông Cao Khoa, Phó Bí thư thường trực Tỉnh ủy, đã được bầu giữ chức Chủ tịch UBND tỉnh Quảng Ngãi khóa XI, nhiệm kỳ 2011-2016.
Ngày 25 tháng 6 năm 2011, Thủ tướng Chính phủ đã phê duyệt việc bầu thành viên UBND tỉnh Quảng Ngãi nhiệm kỳ 2011-2016. Theo đó, ông Cao Khoa, Phó Bí thư thường trực Tỉnh ủy Quảng Ngãi, được phê chuẩn giữ chức Chủ tịch UBND tỉnh nhiệm kỳ mới.
Chiều ngày 22 tháng 7 năm 2014, tại kỳ họp thứ 13 Hội đồng nhân dân tỉnh khóa XI nhiệm kỳ 2011-2016, đã miễn nhiệm chức danh Chủ tịch UBND tỉnh đối với Cao Khoa (Chủ tịch từ tháng 6/2011 đến hết tháng 4/2014) để nghỉ hưu theo chế độ.

## Khởi tố, Bắt tạm giam
Trưa ngày 8/3/2024, thông tin từ Bộ Công an cho biết, cơ quan điều tra đã thi hành lệnh khởi tố và bắt tạm giam đối với nguyên Chủ tịch UBND tỉnh Quảng Ngãi Cao Khoa để làm rõ một số hành vi vi phạm, trong thời gian đảm nhận chức vụ trước khi nghỉ hưu.Theo ghi nhận, trưa cùng ngày, tại khu vực nhà cựu Chủ tịch UBND tỉnh Quảng Ngãi Cao Khoa, phường Lê Hồng Phong, TP Quảng Ngãi xuất hiện nhiều ô tô biển xanh cùng cán bộ chiến sĩ công an. Sau đó, các cán bộ công an đi vào bên trong nhà ông Khoa.
Hàng xóm ông Khoa cho biết, vài ngày qua họ không thấy ông Khoa xuất hiện trước cửa nhà như mọi khi.
Trước đó, ngày 25/2/2024, Cục Cảnh sát kinh tế, Bộ Công an đã có công văn gửi UBND tỉnh Quảng Ngãi nêu rõ: Đang điều tra, xác minh vụ việc có dấu hiệu vi phạm pháp luật trong lĩnh vực thuế, kế toán, đầu tư, thực hiện các dự án, công trình xảy ra tại Công ty CP Tập đoàn Phúc Sơn và các đơn vị liên quan.
Ông Cao Khoa nguyên là Chủ tịch UBND tỉnh Quảng Ngãi từ năm 2011 - 2014. Năm 2014 ông được miễn nhiệm chức vụ UBND tỉnh Quảng Ngãi để nghỉ hưu theo chế độ.